# Strongylopus
A Strongylopus a kétéltűek (Amphibia) osztályába, a békák (Anura) rendjébe és a  Pyxicephalidae családjába tartozó nem.

## Elterjedése
A nembe tartozó fajok Dél- és Kelet-Afrikában honosak.

## Rendszerezés
A nembe az alábbi fajok tartoznak:
- Strongylopus bonaespei (Dubois, 1981)
- Strongylopus fasciatus (Smith, 1849)
- Strongylopus fuelleborni (Nieden, 1911)
- Strongylopus grayii (Smith, 1849)
- Strongylopus kilimanjaro Clarke & Poynton, 2005
- Strongylopus kitumbeine Channing & Davenport, 2002
- Strongylopus merumontanus (Lönnberg, 1910)
- Strongylopus rhodesianus (Hewitt, 1933)
- Strongylopus springbokensis Channing, 1986
- Strongylopus wageri (Wager, 1961)